# 岐阜県立岐南工業高等学校
岐阜県立岐南工業高等学校（ぎふけんりつ ぎなんこうぎょうこうとうがっこう）は、岐阜県岐阜市本荘にある県立工業高等学校。通称は「岐南工（ぎなんこう）」・「岐南（ぎなん）」。

## 設置学科
全日制
- 機械工学科
- 自動車工学科 - 岐阜県内の公立高校で唯一存在。
- 電気工学科
- 電子工学科
- 建築工学科
- 土木工学科

## 沿革
沿革節の主要な出典は公式サイト
- 1943年（昭和18年） - 岐阜市立工業学校として開校。機械科設置。
- 1944年（昭和19年） - 岐阜市立第一工業学校と改称。
- 1946年（昭和21年） - 建築科・土木科設置。
- 1947年（昭和22年） - 岐阜市立工業学校と改称。
- 1948年（昭和23年） - 岐阜市立工業高等学校と改称。定時制課程新設。定時制建築科設置。
- 1949年（昭和24年） - 定時制機械科設置。
- 1950年（昭和25年） - 定時制土木科設置。
- 1951年（昭和26年） - 全日制・定時制電気科設置。
- 1956年（昭和31年） - 現在の、岐阜県立岐南工業高等学校と改称。
- 1957年（昭和32年） - 定時制建築科・定時制土木科が合併、建築土木科と改称。
- 1968年（昭和43年） - 自動車科設置。
- 1980年（昭和55年） - 現在地に移転。デザイン科設置。
- 1981年（昭和56年） - 合宿所「清明館」竣工。
- 1983年（昭和58年） - 電子科設置。
- 1984年（昭和59年） - 校訓碑「創意実践」除幕。
- 1986年（昭和61年） - 電子科が第18回中日教育賞に選ばれる。
- 1991年（平成3年） - 定時制建築土木科廃止。定時制工業技術科設置。
- 1992年（平成4年） - トレーニング施設「五友館」竣工。
- 1999年（平成11年） - 定時制課程廃止。
- 2004年（平成16年） - デザイン科廃止。
- 2009年（平成21年） - 地域イベント「岐南工dayあいましょう」[3]、岐南工フォーラムが初めて開催される。
- 2010年（平成22年） - 第42回中日教育賞に選ばれる[4]。
- 2011年（平成23年） - 岐阜県立国際たくみアカデミー職業能力開発短期大学校と協定を締結[5]。
- 2012年（平成24年） - キャリア教育優良学校として文部科学大臣より表彰を受ける[6]。
- 2022年（令和4年） - 本年度より、機械科→機械工学科　自動車科→自動車工学科　電気科→電気工学科　電子科→電子工学科　建築科→建築工学科　土木科→土木工学科と学科の名称が変更された。

## 基礎データ

### 所在地
- 岐阜県岐阜市本荘3456番地19 （旧：三菱レイヨン岐阜工場跡地）
  - 1980年（昭和55年）に現所在地へ移転する前は現在の岐阜市立陽南中学校の場所に位置した。

### アクセス
- JR東海道本線 西岐阜駅下車、徒歩で約10分。
- 岐阜バスK15/W15「科学館前」停留所下車、徒歩で約2分。

### 象徴
- 校訓 - 創意実践。
- 校章 - 岐阜市の市章「イゲタ」をデザインしたもの。
- スクールカラー - えんじ色。
- 校歌 - 作詞：平光善久、作曲：小木曽薫。歌詞には、伊吹山や長良川が唄われている。
- 制服
  - 冬季 - 男子は学生服、女子はブレザー。襟元には、校章と科章（科毎の英語頭文字）のバッジを着用する。
  - 夏季 - 男女共に校章マークが刺繍された白いカッターシャツを着用する。

## 特色

### 資格取得
資格取得の向上を計るため、各資格を取得するたびに点数を加算していく、顕彰制度を設けている。点数が高い程、就職や進学に有利で、一定の点数を取得すると賞状が授与される。金賞（20点以上）・銀賞（15点以上）・銅賞（10点以上）の三種類がある。

### その他
岐南工業高校という名称だが、岐南町ではなく岐阜市にある。岐阜工業高校は岐阜と冠しているが、岐阜市ではなく笠松町にあり、岐阜工業高校よりも岐南工業高校が北にあるなど、この地域の学校の名称は複雑になっている。
現在地移転の際、岐阜市一日市場の岐阜メモリアルセンター臨時駐車場の土地に移転する話があったが、現在地周辺の施設建設に伴い、現在地に移転した。
県内唯一の「NHK学園」の協力校でもある。

## 学校行事
- 体育大会 - 毎年6月に行われる。前半は、バレーボールを行い、後半は、綱引きやリレー競技などの競技形式で行う。
- 学校祭 - 毎年11月に行われる。各学科の作品展示やものづくり体験、クラス演劇などが行われる。
- 修学旅行 - 沖縄
- インターンシップ - 夏季休業中に、2年生が職場体験実習（インターンシップ）を実施している。近隣の企業に数日間社員として勤務する。
- 岐南工フォーラム - 代表の教師・生徒・保護者が集まり、議題に沿ってそれぞれの意見を話し合う会議が年に一度、開かれている。
- 課題研究発表会 - 3年生が卒業制作の一環として行っている。

## 部活動
運動部・文化部の多くの部が、全国大会に進出している。1年生は入学時に全員加入することになっている。
運動系は自転車競技部、バレーボール部、レスリング部などが活発で、全国大会に出場する部もある。特に自転車競技部は全国高校総体の「4kmチームパーシュート」などの部門で何度も優勝するなど全国レベルの成績を残している。文化系は写真部、書道部、吹奏楽部の活動が活発である。

### 運動部
- バレーボール
- レスリング
- 自転車競技
- バスケットボール
- ラグビーフットボール
- 硬式野球
- テニス
- 陸上競技
- 卓球
- 剣道
- 弓道

### 文化部
- 園芸
- 新聞
- 写真
- 放送
- 吹奏楽
- 図書
- 書道
- 美術

### 研究会
- 機械
- 自動車
- 電気
- 電子
- 建築
- 土木
- 理数工学

## 出身者
- 池永陽 - 小説家
- 伊藤英明 - 俳優[7]
- 加藤慎平 - 元競輪選手（2005年賞金王）
- 苅谷淳司 - 元バレーボール選手
- 志智俊夫 - 競輪選手
- 島野俊一 - 元バレーボール選手
- 田中光輝 - 元自転車ロードレース選手（バルセロナオリンピック出場）
- 西岡徹人 - 実業家
- 橋本英也 - 自転車競技選手
- 波多野澄雄 - 国際政治学者
- 濱口高彰 - 競輪選手
- 松久功 - 元空手道選手
- ドグマ風見 - ネットタレント
- 田口達也 - ミュージシャン、Non Stop Rabbit